# Пеньяфлор (Севілья)
Пеньяфлор (ісп. Peñaflor) — муніципалітет в Іспанії, у складі автономної спільноти Андалусія, у провінції Севілья. Населення — 3814 осіб (2010).
Муніципалітет розташований на відстані близько 330 км на південний захід від Мадрида, 65 км на північний схід від Севільї.
На території муніципалітету розташовані такі населені пункти: (дані про населення за 2010 рік)
- Пеньяфлор: 3415 осіб
- Вегас-де-Альменара: 327 осіб
- Ла-Вереда: 72 особи

## Демографія
Динаміка населення (INE ):